# 和田岬
座標: 北緯34度39分10秒 東経135度11分13秒 / 北緯34.65278度 東経135.18694度
和田岬（わだみさき）は、兵庫県神戸市兵庫区にある、大阪湾・神戸港に面した岬。この岬が南西風と潮流を防ぐためにその北東側が天然の良港となり、歴史上の大輪田泊・兵庫湊以来、神戸港が発展することになった。
周辺の住所は神戸市兵庫区和田宮通。明治時代以降、和田岬周辺は造船業をはじめとする重工業地区となっている。

## 地理
六甲山地から南流する妙法寺川・苅藻川の流出土砂および沿岸流によって形成された砂嘴。もともと、読みは同じで輪田や和太等と呼ばれていた。昔は名勝地でもあった。

## 歴史

### 南北朝時代
『太平記』に拠れば南北朝時代の建武3年（1336年）5月25日には湊川の戦いの舞台となり、和田岬には新田義貞配下の脇屋義助、大館氏明が布陣したという。

### 江戸時代
江戸時代末期に、勝海舟により和田岬砲台が造られたが実戦には使用されなかった。現在は、三菱重工業の敷地内になっている。

### 明治時代以降

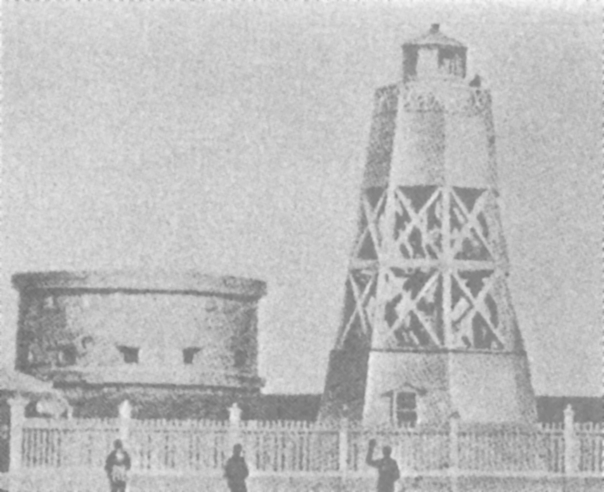
明治期に撮影された和田岬砲台と和田岬灯台。

明治初期、和田岬灯台も設置されて1963年まで使用されている。また、神戸で初の水族館「和楽園水族館」も造られた。
明治時代中期以降に、先端部に三菱造船や川崎造船所等の重工業が進出して工業地域として発展していった。三菱造船の系統をくむ三菱重工業神戸造船所や三菱造船の電機製作所の部門が分離して独立した三菱電機、川崎造船所の系統をくむ川崎重工業等の工場が建ち並んでいる。
1945年（昭和20年）10月13日、沖合で輸送船「華城丸（383トン）」が触雷により沈没。

## 和田岬の地名を有した施設
- 和田岬駅（西日本旅客鉄道および神戸市営地下鉄）
- 和田岬線（山陽本線の支線の通称）
- 和田岬砲台
- 和田岬灯台